# 重松千晴
重松 千晴（しげまつ ちはる、1990年5月20日 - ）は、日本の男性声優。東京都出身。東京俳優生活協同組合所属。

## 略歴
声優になる前は幼稚園の先生をしていて、子供達に影響されたのが声優になるきっかけである。
AIR AGENCY声優養成所卒業。
2021年1月1日、AIR AGENCYを退所し、東京俳優生活協同組合に所属したことを自身のTwitter上で報告した。

## 人物
声種はテノール。
幼稚園教諭二種免許を持っている。特技は怪談、保育。趣味はピアノ、お菓子作り、歌唱、イラスト。

## 出演

### テレビアニメ
2015年
- コンクリート・レボルティオ〜超人幻想〜（ヒデアキ）

2017年
- 鬼平（少年A）
- CHAOS;CHILD（小4男子B）
- 武装少女マキャヴェリズム（オヌギ、道雪）

2020年
- 神様になった日（鈴木央人）
- アイドリッシュセブン Second BEAT!（新人タレント）

2022年
- キングダム（趙高）

2024年
- 神之塔 -Tower of God- 工房戦（ベータ）

2025年
- BEYBLADE X（腐飾ドクガ）
- クレバテス-魔獣の王と赤子と屍の勇者-（メイナード）

### 劇場アニメ
- あんさんぶるスターズ!!-Road to Show!!-（2022年、礼瀬マヨイ[10]）

### Webアニメ
- クレヨンしんちゃん外伝 お・お・お・のしんのすけ（2017年、キノコ男）

### ゲーム
2010年代
- 蒼穹のスカイガレオン（2015年、アメノワカヒコ、ヤマサチ、アシャ、アッティス、ティシュトリヤ）
- 一血卍傑-ONLINE-（2017年、ゼアミ）

2020年
- あんさんぶるスターズ!! Basic / Music（2020年 - 2024年、礼瀬マヨイ） - 2作品
- モンスターストライク（クォン・マー）
- AnotherPrince 〜失われた物語〜（ターリア）

2021年
- ジャックジャンヌ

2022年
- テクノロイド ユニゾンハート（ハイド）

2023年
- ラディアンテイル 〜ファンファーレ！〜（コリヴス〈青年〉）

2024年
- ヘブンバーンズレッド（斬崎 / 木崎久遠）
- 百英雄伝 (パストーレ）
- 逆転オセロニア（セーゲル）
- ファミコン探偵倶楽部 笑み男（滝口康平）

2025年
- グランドチェイス -次元の追跡者-（ウノ）

### ドラマCD
- 5時から9時まで（2015年、ランス[2]）※コミックス第11巻ドラマCD付き限定版
- 魔法使いの嫁（2016年、妖精[2]）※コミックス第5巻ドラマCD付き初回限定版

### BLCD
- 雛鳥は汐風にまどろむ（2019年、紅林陵〈子供〉）
- キスで溶かしたそのあとに（2021年、相瀬紘[20]）
- 神様なんか信じない僕らのエデン（2022年、喬征人）[21]
- 寺野くんと熊崎くん（2022年、森）
- ハジメテだけどカメラの前で（2023年、神尾茉莉）
- むかつくアイツに撫でられたい。（2023年、柚木）

### 吹き替え
- 3びきのくまとおかしの家（ジュニア[2]）
- Call Star -ボクは本当にダメな星?-（2023年、わたげC）
- 転生宗主の覇道譚 〜すべてを呑み込むサカナと這い上がる〜（2025年、盛蓼〈ション・リャオ〉[初出 2]、審査官男[初出 3]）

### デジタルコミック
- 恋の致死量（2022年、友人2、モブ男性1、バイト仲間[22]）
- アニコミ お兄ちゃんだって甘えたいわけで。（2023年、哉太[23]）
- 転生しても嫌われ王子だったので関係修復頑張ります。（2023年、ウォード[24]）

### オーディオブック
- 日本武将譚
- 未来の年表: 人口減少日本でこれから起きること

### ラジオ
※はインターネット配信。
- MAN TWO MONTH RADIO 重松千晴の晴れのち晴れ（2021年10・11月、超!A&G+※）[25]
- 重松千晴と山口智広のおま釣りナイトフィーバー⤴（2025年 - 、ラジオ関西・アニたまどっとコムチャンネル※）

### テレビ番組
- 重松千晴のどくたーちーらぼ（2021年 - 、ニコニコ生放送※）[26]

### 映像商品
- あんさんぶるスターズ!! ユニットソングCD ALKALOID & Crazy:B リリースライブ 〜Kiss of Party〜
- あんさんぶるスターズ！！ Starry Stage 4th -Star's Parade- August(8月公演)
- あんさんぶるスターズ！！Ensemble Stars!! Cast Live Starry Symphony -the dead of night-

### 朗読劇
- テアトルスカラ「空想浪漫奇譚」（2018年8月21日、新宿永谷ホール）
- テアトルスカラ「鎮魂哀奏」（2019年9月28・29日、新宿永谷ホール）
- 声のプロフェッショナルが奏でる日本文学「三つの愛と、厄災（パンデミック）」（2021年10月14日、紀伊國屋ホール） - 私 役他[27]
- 朗読で描く海外名作シリーズ 音楽朗読劇「モンテ・クリスト伯」（2021年11月12日・13日、紀伊國屋ホール）
- 声優朗読劇フォアレーゼン[28]「太陽が、痛いほどいっぱい」（2021年12月12日、知立市文化会館 かきつばたホール） - 男、ユキヒロ 役、ナレーション[29]
- 声優朗読劇フォアレーゼン「ヘンデル一代記」（2022年1月23日、新潟市北区文化会館） - アッカーマン 役[30]
- 声優朗読劇フォアレーゼン「ベートーヴェンがやって来た！ヤア！ヤア！ヤア！」（2022年3月19日、猪名川町文化体育館） - ミヘル、リコーダー 役[31]
- 朗読劇『ドリアン・グレイの肖像』
- 声優朗読劇フォアレーゼン「北辰に馳せる野馬」（2023年10月22日、南相馬市民文化会館ゆめはっと）
- 声優朗読劇フォアレーゼン「さざ波の音が聞こえる」（2023年10月28日、甲斐市双葉ふれあい文化館）
- 声優朗読劇フォアレーゼン「逸見昌経」（2023年11月12日、高浜町文化会館）
- 江戸川乱歩 名作朗読劇「怪人二十面相－暗黒星－」（2024年2月27日、博品館劇場） [32]
- 朗読劇「若きウェルテルの悩み」（2024年5月2日、TOKYO FM HALL）[33]
- 朗読劇「ニュー・ルネッサンス・イン・パリ」（2024年7月24日、博品館劇場）[34]
- 江戸川乱歩 名作朗読劇「少年探偵団」（2024年9月3日、紀伊國屋サザンシアター TAKASHIMAYA） - 小林芳雄 役[35][36]
- SF空想科学朗読劇「宇宙戦争」(2025年1月13日、I'M A SHOW）[37]
- 音楽朗読劇「仮面の男」〜アレクサンドル・デュマ・ペール「ダルタルニャン物語」より〜（2025年3月5日、博品館劇場） - アラミス 役 他[38][39]
- 朗読劇「新選組の恋〜春の在処〜」(2025年5月1日～5月6日、銀座・博品館劇場）- 土方歳三役 役
- 朗読劇「ネコたん！弐 ぷらす 〜猫町怪異奇譚〜」仮面遊戯殺猫事件（2025年6月22日、あうるすぽっと） - 阿修羅飄 役[40][41]
- 朗読劇 サラ・ベルナールの「サロメ」（2025年8月2日、城西国際大学紀尾井町キャンパス1号館内 地下ホール） - オスカー・ワイルド 役[42][43]
- VISIONARY READING「三島由紀夫レター教室」（2025年10月10日〈予定〉、紀伊國屋ホール） - 炎タケル 役[44]

### その他コンテンツ
- レコーディングアプリ「Pictone」（2020年）
- 神神化身（2021年、拝島去記[45]）
- 声優が語る怖い話 第参幕-一夜草-（2023年8月13日、ひらしん平塚文化芸術ホール）[46]
- Astro Dive（2024年、慈透空[47]）

## ディスコグラフィ

### キャラクターソング
| 発売日        | 商品名                                                                      | 歌 | 楽曲                                                             | 備考                                   |
| ------------- | --------------------------------------------------------------------------- | --- | ---------------------------------------------------------------- | -------------------------------------- |
| 2020年1月29日 | あんさんぶるスターズ!! ユニットソングCD ALKALOID                            | ALKALOID | 「Kiss of Life」 「翼モラトリアム」 「You're Speculation」       | ゲーム『あんさんぶるスターズ!!』関連曲 |
| 2020年8月26日 | BRAND NEW STARS!!                                                           | ESオールスターズ | 「BRAND NEW STARS!!」                                            | ゲーム『あんさんぶるスターズ!!』主題歌 |
| 2020年8月26日 | BRAND NEW STARS!!                                                           | ESオールスターズ | 「Walk with your smile」                                         | ゲーム『あんさんぶるスターズ!!』関連曲 |
| 2021年1月27日 | あんさんぶるスターズ!! ESアイドルソング season1 ALKALOID                    | ALKALOID | 「Living on the edge」 「Distorted Heart」 「BRAND NEW STARS!!」 | ゲーム『あんさんぶるスターズ!!』関連曲 |
| 2021年6月23日 | FUSIONIC STARS!!                                                            | ESオールスターズ | 「FUSIONIC STARS!!」                                             | ゲーム『あんさんぶるスターズ!!』関連曲 |
| 2021年9月9日  | あんさんぶるスターズ!! FUSION UNIT SERIES 03 ALKALOID ✕ Valkyrie            | ALKALOID、Valkyrie | 「Artistic Partisan」                                            | ゲーム『あんさんぶるスターズ!!』関連曲 |
| 2021年9月9日  | あんさんぶるスターズ!! FUSION UNIT SERIES 03 ALKALOID ✕ Valkyrie            | ALKALOID | 「FUSIONIC STARS!!」                                             | ゲーム『あんさんぶるスターズ!!』関連曲 |
| 2022年2月9日  | あんさんぶるスターズ!! シャッフルユニットソングコレクション vol.02          | La Mort [朔間零（増田俊樹）、朔間凛月（山下大輝）、桜河こはく（海渡翼）、乱凪砂（諏訪部順一）、礼瀬マヨイ（重松千晴）] | 「Noir Neige」                                                   | ゲーム『あんさんぶるスターズ!!』関連曲 |
| 2022年3月23日 | ALKALOID「Believe 4 leaves」あんさんぶるスターズ!! ESアイドルソング season2 | ALKALOID | 「Believe 4 leaves」 「Hysteric Humanoid」                       | ゲーム『あんさんぶるスターズ!!』関連曲 |
| 2024年6月26日 | BRAND NEW STARS!!                                                           | ESオールスターズ | 「BRAND NEW STARS!!」 「Walk with your smile」                   | ゲーム『あんさんぶるスターズ!!』関連曲 |
| 2024年6月26日 | FUSIONIC STARS!!                                                            | ESオールスターズ | 「FUSIONIC STARS!!」                                             | ゲーム『あんさんぶるスターズ!!』関連曲 |
|               |                                                                             | |                                                                  |                                        |